# Emmanuel Boëyé
Emmanuel Ferdinandus Antonius Boeÿe (Sint-Niklaas, 10 februari 1778 - aldaar, 11 november 1829) was een Belgisch liberaal politicus.
Als liberaal politicus was hij ten tijde van het bewind van het Verenigd Koninkrijk der Nederlanden burgemeester van Sint-Niklaas van 1817 tot zijn overlijden in 1829. Hij was, in tegenstelling tot zijn voorganger, orangistisch gezind. Vanaf 1812 tot aan zijn dood was hij de vierde hoofdman van de Broederschap van het Allerheiligste Sacrament. Zijn graf is bewaard op de Parkbegraafplaats Tereken.

## Familie
Emmanuel Fernand Boëyé behoorde tot een belangrijke familie. Hij was de zoon van Petrus Antonius Boëyé en Petronella Josepha de Cauwer. Hij was de broer van Josephus Johannes Bernardus Boeyé en een neef van Charles Boëyé. 
Hij huwde op 24 september 1807 met Maria Joanna Volckerick (+ 6 oktober 1808 in Sint-Niklaas), waarbij zijn zwager Petrus Franciscus van Naemen (1753-1824)  getuige was. Het koppel kreeg één kind:
- Maria Josepha Boeÿe, geboren op 30 september 1808 in Sint-Niklaas. Zij trouwde  in 1879 met haar neef Josephus Felicianus Ghislenus van Naemen, zoon van Petrus Franciscus van Naemen en Marie Josephine Coletta Boeÿe. Zij zijn de ouders van Joseph Nicolas Van Naemen, die burgemeester werd van Sint-Niklaas.

Na het overlijden van zijn vrouw huwde hij een tweede keer. Met haar kreeg hij ook één kind:
- Lucia Joanna Coletta Boeÿe, geboren op 4 februari 1820 in Sint-Niklaas, huwde met burgemeester Paul Parrin.